# شركة جابر ابن حيان الدوائية
شركة جابر ابن حيان الدوائية (بالفارسية: شرکت داروسازی جابر ابن حیان) تشارك في تصنيع وبيع الحقن والمضادات الحيوية الفموية والمراهم وأجهزة الاستنشاق وبخاخات الأنف واللآلئ (كبسولات هلامية ناعمة). كانت الشركة تعرف سابقًا باسم «سكويب إيران» وغيرت اسمها في عام 1979. تأسست الشركة عام 1960 ومقرها في طهران، إيران. الشركة هي شركة مساهمة عامة وعضو في بورصة طهران برأس مال مسجل قدره 378,000,000,000 ريال إيراني .

## منتجات
- أمبيسلين 250 مجم، 500 مجم، 1 جرام VIAL
- سيفازولين 250 مجم ، 500 مجم ، 1 جرام VIAL
- سيفوتاكسيم 500 مجم و 1 جم VIAL
- سيفترياكسون 500 مجم ، 1 جرام ، 2 جرام VIAL
- فانكومايسين 500 مجم و 1 جم VIAL
- نيستاتين 100000 يو فاج TAB
- سيفيكسيم 200 مجم و 400 مجم TAB
- سيفاليكسين 250 مجم و 500 مجم CAP
- ايبوبروفين 200 ملجم و 400 ملجم بيرل
- سالبوتامول 100 ميكروغرام / جرعة استنشاق HFA
- فلوتيكازون 125 & 250 MCG / DOSE HFA INHALER
- كرومولين 2٪ 13 مل بخاخ للانف
- كالسيتونين 100 و 200 لو / جرعة رذاذ من الأنف

## روابط خارجية
- شركة جابر ابن حيان الدوائية - بورصة طهران نسخة محفوظة 3 مارس 2016 على موقع واي باك مشين.
- موقع رسمي